# Panjin
Panjin (chinois : 盘锦市 ; pinyin : Pánjǐn shì) est une ville de la province septentrionale du Liaoning en Chine. Le ministre chinois de la Sécurité publique, Zhou Yongkang a été maire de Panjin de 1983 à 1985.
Cet endroit est surtout connu pour une particularité biologique ; sa plage rouge (chinois simplifié : 红海滩 ; pinyin : hóng hǎitān), situé sur le xian de Dawa, recouverte de roseaux, lui donnant une couleur rouge. C'est la plus grande roselière au monde.. C'est également un des gîtes naturels de la grue à couronne rouge.
Un camp de travail y avait été implanté[réf. nécessaire] avant l’abolition de ceux-ci en 2013.

## Géographie et climat
Le climat y est tempéré et le territoire de la municipalité est majoritairement constitué d'une terre humide, couvrant 3 150 km2, soit 80 % du territoire municipal. On lui donne en Chine les surnoms de « Capitale de terre humide dans le Nord» ou encore de « Paradis des oiseaux».

## Subdivisions administratives
La ville-préfecture de Panjin exerce sa juridiction sur quatre subdivisions - deux districts et deux xian :
- le district de Xinglongtai - 兴隆台区 Xīnglóngtái Qū ;
- le district de Shuangtaizi - 双台子区 Shuāngtáizi Qū ;
- le xian de Dawa - 大洼县 Dàwā Xiàn ;
- le xian de Panshan - 盘山县 Pánshān Xiàn.

## Centre-ville

Panorama de la partie Est de Panjin, en mai 2012.